# Wessel Broekhuis
Wessel Broekhuis (Amsterdam, 4 januari 1993) is een Nederlandse man die vooral bekend is van zijn autobiografie, waarin hij uitleg geeft over de gevolgen van het syndroom van Asperger op zijn leven.

## Levensloop
Toen Wessel vier jaar oud was, werd bij hem het syndroom van Asperger vastgesteld, een vorm van autisme. Op zijn vijftiende begon hij met het schrijven van een boek over zijn leven, dat in 2010 verscheen onder de titel Alleen met mijn wereld – hoe ik leerde leven met autisme. Hij schrijft over zijn ontwikkeling van angstige en schuwe 'autist' die prikkels vermijdt, tot iemand met veel vrienden die metalconcerten bezoekt – het toppunt van prikkels. Wessel Broekhuis wil laten zien dat je ondanks je autisme een gelukkig leven kunt leiden.
Het boek kreeg positieve recensies en Wessel Broekhuis werd geïnterviewd in verschillende kranten (waaronder de Volkskrant en NRC Next), radioprogramma's (o.a. door Giel Beelen) en andere media. In maart 2010 was hij te gast in het televisieprogramma De Wereld Draait Door. Eind dat jaar riepen de lezers van jongerenkrant 7Days hem uit tot "Jongere van het Jaar".
Naast muziek is schrijven Wessels grote passie. Hij schrijft en publiceert concert- en cd-recensies op het webzine metalfan.nl.

## Bibliografische gegevens
Alleen met mijn wereld : hoe ik leerde leven met autisme / Wessel Broekhuis. – Amsterdam: Nieuwezijds, 2010. – 157 p.; 20 cm. – ISBN 978-90-5712-300-9.